# Quedan Cuo
Quedan Cuo (kinesiska: 确旦错) är en sjö i Kina. Den ligger i den autonoma regionen Tibet, i den sydvästra delen av landet, omkring 630 kilometer nordväst om regionhuvudstaden Lhasa. Quedan Cuo ligger 4 883 meter över havet. Arean är 31 kvadratkilometer. Trakten runt Quedan Cuo består i huvudsak av gräsmarker. Den sträcker sig 8,6 kilometer i nord-sydlig riktning, och 7,8 kilometer i öst-västlig riktning.
Genomsnittlig årsnederbörd är 250 millimeter. Den regnigaste månaden är juli, med i genomsnitt 73 mm nederbörd, och den torraste är december, med 3 mm nederbörd.